# 霹靂布袋戲人物列表/ㄐ
霹靂布袋戲人物列表的人物列表

## 角飛天
被水絃絲束縛於天工八月泉的四名飛天之一，象徵五音中的角弦，因素還真奏響希音之琴而現，四人後為御神風解開禁錮。甫獲自由之身，卻在返回師門途中遭遇兇殘的厲，慘遭殺害。

## 劍通慧
風不驚，心無惑，一劍平仇，天下吾敵。
受天佛原鄉委託，鎮守在無盡天峰內部的神秘劍者，以佛骨天鎖所鑄之巨鍊配合無盡天峰封禁住天之厲。在無盡天峰崩毀後而現世，性格剛烈、傲氣十足。真實身份為元種八厲之一「地之厲‧劫塵」，亦為女姓。與冰無漪較友好。後將瀕臨死亡的半截王跡之軀封印於浮雲巖，殊料再度反回時竟是已死之軀！劫塵憤而向劍布衣提出挑戰。兩人於無盡天峰絕戰，劫塵誓殺劍布衣，耗損自身厲元增強功體，就在致命一擊，劍布衣獲得太極之氣，寶劍穿過劫塵，原來是真正的劍通慧所設之局...
劍通慧乃劍布衣的前世。
- 武學：一劍平仇、焚天地業‧厲禍燎原
- 兵器：劫塵

## 劍布衣
浮世夢中夢，布衣材不材，彈鋏狂歌莫浪猜。埋，愚賢何用哉？青山在，月明歸去來。
十擘雲集中最神秘低調的一人，憂患深口中身具扭轉乾坤之能的奇人。性格詼諧悠然，平時隱居於秋鳴山居，雖不問世事，但交友廣闊。人如其劍，在溫潤如玉的外表下，藏有極為銳利極端的一面。後因斬殺瀕死的半截王跡，而引來劫塵的殺機。於無盡天峰決戰劫塵，因為有所保留、而逐漸處於劣勢，正當致命一擊時，前方竟是真正的劍通慧，且因得到太極之氣，誤殺劫塵，爾後冰無漪與其恩斷義絕。後因殺害劫塵，而遭到天之厲追殺，但卻是與天之厲結為同夥，不知有何目的...
- 武學：碧血丹心千古照‧夢說一劍應長風、地引黃泉、怒燄嘯長空、碧血御長風、倒轉星河

## 薦道師
末世聖傳總教的左右手，恪遵天君指示，開壇佈道對黎明百姓傳授信仰，並戮力於救災賑濟，導人棄惡向善。葬仇人、愁未央皆蒙恩惠，後在宿賢卿的領導下，開始涉入武林紛爭，力懲惡端。

## 金少爺
為一代奇人葉小釵唯一的兒子，本名為金少一，和蕭竹盈母子在風雨坪被葉小釵拋棄後，遂被帶往祖父血手魔魁滿天紅身邊，請滿天紅夫婦代為撫養，為避免一劍萬生的追殺，蕭竹盈以武器金羽毛之首字為其姓，因其早產一個月，再加上雙親少一人，所以取名金少一；後滿天紅夫婦見其可憐，心生同情便為他改名金少爺，並將之撫養長大；由於滿天紅曾經為了醫治妻子而盜取南霸天十三連鎖會的寶物「九天神罩」而無意間得知半月郎君密謀造反的事情，因而惹來殺身之禍，在無情的追殺行動之中，滿天紅之妻身亡，金少爺也與滿天紅失散，在外流浪的金少爺便被歐陽世家吸收成為其中之一員。
金少爺天資聰穎，但個性頑劣，離經叛道。初出場乃是歐陽上致用毒品所控制的殺手，為讓素還真、談無慾之賭局破局，乃自稱少爺刀。個性桀赦不馴，曾違逆歐陽世家的命令，造成毒品來源中斷，痛不欲生，毒癮發作之下侵犯重傷昏迷的風雲殘生歐陽翎，致使歐陽翎懷孕並產下一子金小開與一女花非花。
金少爺之後被火陽真君毀去面容，整張臉燒得面目全非，萬念俱恢的金少爺前往靈隱寺找渡緣和尚，想了結自己的性命，渡緣即是滿天紅，但金少爺並不知情，而渡緣亦不知道金少爺是自己的親孫，但仍然非常疼愛他，為了救金少爺，渡緣前往南霸天想偷取九天神罩，卻因不敵半月郎君無功而返，最後他要金少爺去殺血手魔魁滿天紅這個人去換取九天神罩；即使金羽蘭告知金少爺渡緣真正的身份就是滿天紅，亦是他的親祖父，金少爺為了自己還是狠下心來殺了滿天紅，向半月郎君換取九天神罩，恢復原本俊俏的面容。
另外由於其天命所歸，金少爺在七色災主普九年的輔佐下，奪取南霸天，消滅半月郎君的勢力，成立無敵太陽盟，以盟主的身份統領太陽盟打敗歐陽上智大軍，與雨台齊天塔的童顏未老人平分天下；但年輕氣盛的他個性傲慢，不願事事聽從他人，也逐漸對普九年感到不滿，因此決定出走太陽盟，自己到外面闖天下；之後其行徑愈來愈囂張，挑戰巧龍半駝廢，拜一錢一命為師，藝成竟殺師奪劍；路過贖罪岩時被流星君蕭三瑞認出是強暴歐陽翎的人，但金少爺卻始終不承認她生的雙胞胎是自己的孩子；大逆不道三番兩次挑戰其父葉小釵，不斷給他找麻煩；羞辱母親蕭竹盈，從不給她好臉色看，直至蕭竹盈死亡都未與她相認；對朱雀雲丹風采鈴出言不遜，甚至還在半駝廢的墳墓上撒尿，最後羅網乾坤崎路人為阻止他與葉小釵的爭鬥，把他關在水晶瓶中，並交由秦假仙保管。
金少爺假意改過向善，騙得秦假仙信任脫出水晶瓶，並找崎路人報仇卻被崎路人所敗，替崎路人拖車期間漸漸被教化引導出其善性，回歸正道，並為父血戰天蝶盟，參與時空聖戰，為正道、為父親盡一分心力。但蒼天造化弄人，由於愛人八面狼姬亡命於天禍妖狐之手，為了替愛人復仇，在紫錦囊的幫助之下，進入魔域接受六先知深造，卻因六先知先後喪生兩名，武藝尚未學成，又無絕世兵器如意尺之助，終究魂斷不歸路，死於天禍妖狐的殺招之下。
過了很久很久以後，才在刑天師的幫助下，化身神童長河南星，與葉小釵重敘天倫之樂。

## 金小俠
金小開與自在天女之子，自幼雙親皆亡，由瀟瀟、傲笑紅塵、佾雲三人撫養成人，天資聰穎盡得真傳，有著孩子氣的自負與驕傲，童心未泯、喜愛捉弄人，偶然間因救得極體沙羅而踏入武林、闖蕩江湖… 。在消聲匿跡多年後於梟皇論戰30集重現，已成長成一名瀟灑的少年劍客，化名為天情悟劍聲，多次協助中原正道，更為複生葉小釵而四處奔波。意外結識末世聖傳劍鋒座易春寒，兩人互生情愫，現已一同退出武林，隱居於二重林。

## 京極鬼彥
殘暴好殺，極端的軍國主義者，驕傲暴躁，喜好征戰，享受征服敵人的快感。以天狩浮閣為基地，率領東瀛第一波遠征軍進攻中原，強於集體作戰，其實力更不在中原任一方霸主之下。
- 武學：斷風破浪、破天旋風、怒火燎原、冷瀑飛潮、鬼矛司鷹刺長空、斷風斬浪、飛斬蛟龍

## 黥
造型神似炎熇兵燹的神祕人物，暗中關注著邪尊道舉動，更對復生後的黑衣瞭若指掌。在妖誕四少襲擊逸蹤時，意外攔截黑衣，並以魔流劍法將之殺死，同時卸下面具取而代之。假黑衣乃魔官以偷天換日手法安排，而真正的黑衣則依附為黥，暗中揭破真相。 
- 武學：妖刀烍、魔流劍‧風之痕

## 靖滄浪
鯤塵千古‧靖滄浪，為台灣霹靂布袋戲的正派角色。傾波族凌主，身懷儒家氣息，實力高強，身背名器「洗墨鯤鋒」。昔日連合四大高手，一同將滅世魔頭‧號天窮，封印於魔絕天棺。至今再出，想必能為正道增添一大助力。初登場於霹靂經武紀之梟皇論戰 第40集。
曾公開對墨家思想表示不能認同，認為情有親疏，愛有等差，不喜墨家主張的兼愛之說，但並不強加於族人。也因此觀心六隱之中屬於墨家的墨宗嗣刻意迴避與其碰面的機會。
在問鼎天下中，為六聖護之一，第一場遭到端木燹龍擊敗，第二場對上寂滅邪羅，卻因為時辰相剋，導致靖滄浪重創，但卻因時辰逆轉，寂滅邪羅引爆雙環，使靖滄浪深受重創，但也因此獲得一勝。
但是在霹靂戰元史之天競鏖鋒中，被厲族之人追殺，最後生死不明。
風橫萬里狼煙，塵囂怒捲，世路茫然。終歸古道沉眠，雲波浩瀚，洗越蒼天。
傾波族現任領導，身懷儒家氣息，曾參與封印號天窮的聖戰，事後率族人隱居於天河之下。身揹名器洗墨鯤鋒，個性主觀自我，極重感情，其肩臂皆有魚鱗特徵。在得知滅神號天窮重生後，靖滄浪也準備踏出武林，誅魔衛道。
- 武學：墨痕八舞「冶‧江流、冷‧波瀾、冽‧滄海、凍‧滂沱、凌‧洶湧、凋‧浪潮、凜‧洪濤」
- 兵器：洗墨鯤鋒

## 淨無幻
幻入南柯千世劫，道披天下一衣霜。
登道岸前任掌教，心性淡泊，出塵清麗，為全大義而參與封印號天窮的聖戰，最後傷重不治，元神渙離之際，其師兄以天道明火為其續命，與靈自靈的魂魄結合。在登道岸遭逢魔化時，因靈自靈魂魄受創，淨無幻之一縷元神得以現形，指點任雲蹤再造明火之法。
- 武學：天光拂影、斬天絕地‧極法封神、太清滅魔、炎黃歧天劍道臨

## 境流子
玉清界「瀟湘清流」四傑之末，個性略顯輕浮衝動，於海蟾尊擊敗魔城、獲得三教授令後，同古瀟子步出玉清界，輔助海蟾尊、受其調度，追緝鬼如來。

## 競豹兒
征兵東南，走馬西北，豹乳兒、競天下！
隳魔大軍前首領之後代，雖年僅十四歲，卻具有驚人的雷電之力，以此突破天懸谷風刃險關，率領受困天外玄地的隳魔殘兵會師中原。生性桀傲不馴，面對手持兵符接掌的槐破夢，心有不服，欲訴諸武力定高下。
- 武學：絳雷燬世、豹吞風雲、十電游龍、血電燬世
- 兵器：豹頭戟

## 矩業烽曇
刑通五道，禪達九天，欲自在，色無邊，世若曇華歸一瞬，業火定烽煙。
天佛原鄉審座，享譽佛界的憤怒尊，握有審核審判等實權，個性剛烈果斷、執著堅定，對佛法修為愈高者，會採取愈嚴苛的審視準則，執法極少留情。其所代表意義為斬惡武神，會為殲滅罪惡而不惜舉戰，遂有「烽火曇華」之稱。 
- 武學：佛海聖擊、菩提無相九弘法、金剛無畏五承誡、初禪三式「輪迴之末」
- 首度出場：霹靂戰元史之動機風雲第37集
- 死亡集數：霹靂驚鴻之刀劍春秋第7章

## 金好牙
過去是血榜殺手第五人「唯利是圖、曹袖珍」，在佛頂冥塔劫鑣案後退隱，建立新樂園廣行善事，於霹靂天啟第5集登場，後在霹靂天啟第14集被絕情書斬殺。 
拿手絕技為輕功與妙手神偷，善用結合鎖鍊的袖珍刀，是收錢買命縱橫黑白兩道的商賈殺手，在參與佛頂冥塔劫鑣案時分得九拱連璧，於權傾天失蹤後退隱成立新樂園收容老弱之輩，與同樣是劫鑣兇手的竺宗師改信佛教，與須彌如來藏相善。
金好牙曾經收容到一名兒子死在他刀下的老父親，當時那位老父親已患老人癡呆症，每天只懂得喊兒子，金好牙出於歉疚很努力照顧他，直到那名老人彌留之際，竟開口對他說了聲謝謝，使金好牙痛哭流涕，更加堅持自己行善的信念。
提供新樂園給恢復成法女薩安身份的遊子安及泰逢休息，並意圖促成兩人戀情，而在遊子安被玉陽君擒回朱雀殿時和泰逢聯袂去救，不料救回的遊子安已被女帝長心用羅睺戒璽的力量迷惑，反盜去了希望號角。
為幫助遊子安恢復心智，而且自己乃是血榜中人的身份也遭留殺名家公開，金好牙無奈選擇離開新樂園，已保園中老弱不被武林風波滋擾，不久後巧遇高人六銖衣，蒙其指點往西北方走，遇上了千葉傳奇跟央森，在千葉傳奇的策劃下，身佩央森所借的不折之花，帶著千葉傳奇編織的金錦玉手假裝進貢，吸引長心戴上手套，趁她取下羅睺戒璽時揮出袖珍刀，將羅喉戒璽盜走，並成功躲避玉陽君的追捕。
得手後，金好牙先將羅喉戒璽交給宗喀爾保管，再用不折之花將薩安的死神之力消除但隨後要歸還不折之花時，卻遇到同為血榜成員的梅飲雪遺孀絕情書阻攔報仇，金好牙不敵絕情書的快刀，身亡其刀下。

## 迦陵
個性沉默不語，於霹靂震寰宇之兵甲龍痕第10集出登場，於霹靂經武記之梟皇論戰第34集，死於黑衣劍少劍下。
兵甲龍痕時期：身為火宅佛獄中的守護者，為咒世主最為依賴的部屬，在天刀、漠刀絕塵等送雅狄王遺書時，以一敵二，更使漠刀絕塵身受重創，可惜功虧一簣，讓天刀等人脫逃。
梟皇論戰時期：在咒世主身亡之後，由魔王子擔任新王，在集境一役中，被影斷去右臂，又被魔王子驅逐，對佛獄已然心死，來到留蝶夢土，決意守護焱翩翩，多次抵抗入侵而來的非屍流，並在陰司鬼池救援翩翩，戰死於黑衣劍少之手。

## 禁天妖肅
是集合妖世浮屠十一天禁力量後誕生的超級戰將，此名類似十一天禁的顛倒唸法(禁天吆十)，登場於霹靂震寰宇之龍戰八荒第21集，後於霹靂震寰宇之龍戰八荒第40集被重出江湖的一頁書以天龍吼殺之。
禁天妖肅，一直沉眠於妖懺池的一具邪靈肉身，每當妖世浮屠精銳兵力十一天禁有人陣亡時，其靈魂元氣便會容納匯貫於這具肉身中，當佛業雙身駕乘妖世浮屠和死國兩敗俱傷遭受楓岫主人、拂櫻齋主、三先天等正道人士圍剿時，在夜暴雙鐮、病色哀歌相繼陣亡後，十一天禁最後殘存者天堂之萼決定自我犧牲，掌蓋天靈而亡，成就最終的禁天妖肅出關，解除邪靈危機，將天蚩極業、愛禍女戎救離現場。
禁天妖肅不但納有十一天禁力量，更練就天禁共創武學，論戰力更勝滅度三宗，數次作為邪靈麾下大將出動，與火宅佛獄配合對正道展開攻擊，意圖殺上嘯龍居摧毀漠刀絕塵、嘯日猋與天刀笑劍鈍，但因為拂櫻齋主未如火宅佛獄之意行動，四龍順利齊鳴，而遭擊退。
在邪靈和死國已結死仇的前提下，佛業雙身企圖幫助火宅佛獄開啟在對峰壁的通道，禁天妖肅出戰對上嘯日猋，卻無法阻止四龍齊鳴重創妖世浮屠力量。在愛禍女戎考量火宅佛獄跟死國也有聯盟關係，要求仲裁者一同進攻莫汗走廊，但在莫汗走廊中，佛業雙身和禁天妖肅功力被壓制七成，悉數戰敗於死國戰神阿修羅，甚至陣亡了邪說淪語。
佛業雙身認為火宅佛獄在此戰中，只有仲裁者一人參戰，明顯是首鼠兩端的舉動，因而破除盟約，揮兵攻打地獄口，禁天妖肅隻身力戰破壞者、仲裁者不落下風，順利轉移佛獄防守力量，上佛業雙身摧毀對峰壁的火宅通道口。隨後邪靈回報劍子仙跡等十人已然前往莫汗走廊時，佛業雙身決定守株待兔，在外準備趁虛而入，不意在追殺被震出莫汗走廊的劍子仙跡、佛劍分說兩人時，被他們引入萬里狂沙，復活重生的一頁書騎大鵬鳥再現武林，一招天龍吼立時格殺禁天妖肅。

## 九禍
異度魔界第二殿首領，頭生九支犄角的異度女后，冷艷的外表下，掩蓋著冷殘的手段、深沉的心機、以及穩拿勝算的作風，帶領著魔界潛伏勢力捲土而來。 
在整個異度魔界分工中，九禍所負責的工作比較屬於內政方面的工作，而攻城掠地的任務屬於銀鍠朱武和第一殿閻魔旱魃的責任，當閻魔死後，九禍為了恢復魔界深處的斷層，才會出來奔波處理這件事，等斷層恢復原狀後，就把兵權交給襲滅天來自己退居幕後，而後來襲滅天來因一步蓮華之計被殺後，加上魔龍之源被千年一擊給毀，九禍又在為了恢復魔龍之源奔波，而在蒼雲山上所孕育的魔龍之氣被鍘龑計劃給破壞，所回收的魔源不夠讓魔龍之源恢復，只好將剩下的能量全數用在喚醒戰神朱武身上，在朱武甦醒之前魔界就再度消聲匿跡，直到朱武重回魔界，原本帶領魔界的女王在此時就退位，而九禍和朱武本來就有一段情，朱武回來後又再續前緣，後來因身懷聖魔元胎又加上朱武之妹要咒殺九禍，以致九禍為了保住胎兒而犧牲自己，為朱武放入天魔池之內。
其後，朱武化身恨長風，以作為換取素還真遺體為由，帶出九禍屍身，並全力為醫醒九禍而奔波，但被緋羽怨姬一語道破，九禍早已身亡，只是棄天帝為利用朱武破壞神柱而以巫蠱偽裝其氣息，使得傷心的朱武將之葬於天渺峰上。
後來伏嬰師再出，方才告知眾人，九禍為了魔界以自身與兩子(螣邪郎、赦生童子)的魂魄再造新的聖魔元胎，所以並非只是難產而已。

## 金子陵
稱號名劍鑄手，霹靂兵燹中半部要角之一，霹靂兵燹第16集登場，最後於霹靂兵燹第44集因為是四無君剷除對象之一而被冰川孤辰擊敗不治身亡。
一生打造不少名劍，素還真曾持有的沾血冰蛾、風之痕的絕代之狂與天忌的九天驚虹等都是其代表作。
只要是看到好劍與名劍客都會興奮不已，性格幽默風趣，打造劍的目的是為了送給武林上的高超劍客。

## 九曲邪君
登場於霹靂封靈島第20集，冥界邪能境之長，個性奸詐狡猾，生性多疑，在邪能境中以武力見長，後於霹靂兵燹第4集被經天子以陰陽極暗算身亡。
九曲邪君過去在邪能境的內鬥中，滅輪迴以術法稱冠、策謀略智謀最高，九曲邪君在武功一道上見長，而前任邪主陰陽師則是智武術三項精通，卻非頂尖，但因滅輪迴自願退出、策謀略出走，陰陽師和鬼隱雙修雙成方擊敗九曲邪君，登上邪主寶座。若干年後，陰陽師斃於欲蒼穹刀下，九曲邪君方繼為邪主。
在邪能境出現武林後，九曲邪君著意讓偃雲溪奪回陰陽雙冊及因為黑衣劍少而重見天日的陰陽師骨骸，修鍊上頭記載的烙骨大法。後為防備魔佛波旬來襲，九曲邪君和犴妖族長犴妖神協議冥界小三界統一的事項，達成術武智三回大比決定勝出者的方式，在第一回的術法比試前，雖派遣上因順利偃雲溪恫赫鬼隱，卻仍不果，邪能境所派代表滅輪迴與他拼了個旗鼓相當，以平手收場。。
在第二場武鬥前夕，九曲邪君積極修煉陰陽師屍骸上的烙骨大法增強功力，但在日揚台決勝之際，九曲邪君臨行前遭到練成陰陽魔功的地獄死神經天子突然以陰陽極偷襲，被他擊中身亡。。

## 劍中求
因不明理由佯痴裝瘋流於市井的劍界高人，於霹靂封靈島第1集初次登場，後在霹靂封靈島第20集被炎熇兵燹所殺。
劍中求是青雲旋雁束中離和穿雲掠雁童冷的師父，曾經創造雙劍異行、驚雁二十四式等武學，乃是一代劍術高人，與醉輕侯、金蒼龍、紫嫣夫人等交好。因不明理由離開門派，將驚雁二十四式的秘笈拆成四部，知道童冷居心不良，所以把雁鳴三法、急雁六招、雁守八關三本傳與首徒青雲旋雁束中離，小徒弟童冷僅得怒雁七式，引來童冷不滿。
此後劍中求流落市井，整日佯作瘋癲，直到巧遇天忌，看上他的資質暗中關心，並於其雙眼被奪後加以照顧，同時傳授自己的另一部絕學雙劍異行傳授給他。
與炎熇兵燹似有淵源，可能曾將他打敗，因此接受兵燹挑戰，但被他以獸眼看穿雙劍異行的死角用絕招日毀星沉所殺，死後留信要好友醉輕侯幫忙照顧天忌。

## 金蒼龍
開創川涼劍族的一代劍界高人，於霹靂兵燹第1集初次登場，後在霹靂兵燹第20集被向天借命所殺。
金蒼龍是川涼劍族族長，稱號為川涼劍帝，擅長使用雙劍，曾獲金子陵贈送一對無雙劍，創造川浪十二式，乃是一代劍術宗師，正義感極強，與醉輕侯、劍中求等交好，和紫嫣夫人為青梅竹馬舊情人，紫嫣夫人為刺激金蒼龍並報黃金城血仇，刻意嫁給宿文馗，逼使金蒼龍苦修劍藝，在藝成後，助其掃平三大惡人，以「一劍驚雷破五嶽」殺死聶亡影、參與囚禁鄒縱天。
川涼劍族被炎熇兵燹所滅後，川涼劍伕為報滅族之仇，請金蒼龍出面緝凶而步入江湖，後因兵燹助鄒縱天脫出囚禁後，鄒縱天設計引兵燹夜探希望宮城，引起紫嫣夫人的注意，並不斷留信恐嚇紫嫣夫人，致使紫嫣夫人聯繫醉輕侯、金蒼龍，聯手追蹤兵燹的行蹤，並尾隨至鄒縱天的藏身之處，可是鄒縱天早有預防，仍是被他脫逃。
在大徒弟白馬縱橫追查兵燹，被誣指劫掠千飛島小姐，即醉輕侯之女燕飛虹時，出面緩頰，讓兩人成婚，將壞事變喜事，並在白馬縱橫擊敗兵燹時，迎戰鄒縱天，卻被他用沾血冰蛾削斷無雙劍其中一柄，後來找金子陵補劍，金子陵早已預測到無雙必斷其一，已留劍餽贈，取名補缺。
再逢鄒縱天攔殺時，素還真即時馳援，以天君絲束縛沾血冰蛾，金蒼龍壓制住鄒縱天，廢去他的武功，使他無能再為惡，但鄒縱天隨即被冥界天獄所操縱的向天借命斬殺，當素還真與金蒼龍聽見慘叫聲回頭追去時，已一無所獲。
在白馬縱橫與燕飛虹正式成親且仇恨告一段落後，金蒼龍決定解散川涼劍族退隱深山，臨行前應白馬縱橫所請，師徒一決，證明白馬縱橫青出於藍的實力。但金蒼龍並非真要退隱，而是在白馬縱橫的婚禮上見到人形窯土的賀禮後，知悉真正的希望宮城城主宿文馗將捲土重來，但他前往找尋紫嫣夫人時，卻意外發現她已被逼瘋，只好帶她去雲塵盦向素還真求醫。
雖為紫嫣夫人的瘋癲傷心，但金蒼龍深明大義，同時積極協助素還真對抗冥界的攻擊，在冥界第三次圍攻雲渡山一戰中，以劍陣牽制妖后、滅輪迴、奇幻雙姥四人，讓素還真成功引離犴妖神。但此時冥界天獄的蒼魔刀追殺秦假仙至雲塵盦，紫嫣夫人出面攔阻被蒼魔刀所殺；金蒼龍見到紫嫣的屍身後，傷心欲絕，回憶起與紫嫣的過往，悔恨不已，而後獨自闖入死亡沼澤，卻因向天借命死屍的體質而無法取勝，最後雖察覺到向天借命身體的秘密，卻為時已晚，被黃泉刀斷首身亡。

## 寂寞侯
寂寞侯為隱居在冷峰殘月的智慧者，面帶病容，身有隱疾，時常咳嗽不止，因此與人動手從不超過三招，時常刻著木偶，但總是刻不出木偶的臉孔。精於佈局、算無遺策，天下間人、事、物皆能為其所用，興國毀國盡在轉念之間。年幼時，因為一本根本不存在的玄天九變秘笈，父母兄姊慘遭匪徒殺害，幸得恩人莫滄桑解救得以倖免，但也造成身體的受損。他的理想是建立一個無爭、無求的和平世界，因為兒時經歷，對於人性的看法較為偏激，認為武功是危險的能力，足以催動慾望、遂行慾望，所以武力必須中立、必須集中在少數的保衛者身上。
多年來一直等待能夠遂行他理想的真龍霸主，六禍蒼龍曾邀其參加造天計畫，但寂寞侯看出他缺乏真心，並預言了他的失敗。但他自知大限將至，難以等到下一個擁有真龍天命的人，只得將理想賭在六禍蒼龍身上。因玄機門之戰，日月才子一阻天時，皇龍之氣消散，創世真龍轉為末世窮龍，寂寞侯以引龍入險、避危轉命之法，讓六禍蒼龍提早失敗，自廢功體在贖罪岩贖罪。贖罪期間，寂寞侯為六禍蒼龍的復出之日鋪路，第一步讓名冊上現階段最需要注意的七個人、無暇分心干擾佈局；第二步翦除掉最有影響力的一頁書、殷末簫；最後再以武聯會、黑夷族兵力對抗異度魔界，六禍蒼龍眾望所歸地登上霸主之位。可惜，六禍蒼龍終究可共患難不可同富貴，蒼雲山的魔氣影響加上素還真的挑撥，天下止武的理想提早進入到鍘龑計畫，以蒼生性命為一賭的試驗終究失敗了。
※霹靂天啟中，醫邪天不孤曾經因欣賞禁武救世的理念，救過重傷的寂寞侯，但卻又以「世上豈有完美的智者」為由，並未完全治癒，留予殘缺的人生。

## 九州一劍知
與能劍怪物．元八荒齊名為「南九州、北八荒」，登場於霹靂天啟第20集，後為斷後而死於邪说沦语劍下(霹靂震寰宇之龍戰八荒第1集)。
外表為一瀟灑落拓的獨臂劍客，性喜釀酒、以飲酒來試探來訪者，乃三百年前劍界傳奇人物，與能劍怪物元八荒齊名為南九州、北八荒，曾與年輕時的鳳凰鳴比劍，但受太學主調解而作罷。因好友竺宗師之死與眾神之默牽涉劫鑣案而步入武林，因不見荷來借噬元貘衣而相識，將她收為關門弟子。在天劍之爭中，九州一劍知亦名列參賽人選，連續擊敗不二做、閻羅王鎖闖入準決賽，可惜最終因眾神之默未完成而敗於已奪得創世的末日驕陽手下。
羅喉復活後，為使天下封刀交出殺害其使者的刀無形而捉走刀無心，夢如嫣為救愛子而找上九州一劍知，更揭露出當年夢如芸的往事。原來當初病死的〝夢如芸〞其實是其雙胞之姊夢如嫣，是夢如芸認為刀無極更能帶予她更多榮華富貴，因而設計取代，但其早有身孕，誕下的孩兒便是刀無心。為救其子，九州一劍知孤身上天都挑戰羅喉，卻受創於羅喉兩大護法狂屠、冷吹血，終因其搏命一擊而使羅喉放人。
爾後，佛業雙身再起風雲，在正道攻往妖世浮屠决战时，遭逢滅度三宗反擊，三宗實力超乎預料，九州一劍知為掩護葉小钗和萬古長空退走，竭力施為，在欲以最終一招與邪語淪說同歸於盡時，以身體接下邪語淪說之劍並擒拿，但為逆吾非道識破目的，最終徒亡。

## 九界佛皇
九界佛皇，本名玉織翔，乃是鹿苑一乘最高領導，佛法無邊，能隨意往來四境之中，曾在雪山說法令十二魔將稽首皈依，被稱譽為「四境天險不能阻、萬佛唯有一僧皇」。當年在滅境時九界佛皇與一頁書交情甚篤，兩人聯手擊敗佛業雙身，但卻無法毀其元神，兩人心知日後必定會再起風雲，因而和一頁書約定，一頁書修煉八部龍神火，他修煉十二神天守以應劫數。
當九界佛皇決定自行封閉鹿苑曼圖羅閉關苦修後，鹿苑一乘八院、五明王、四台、雙塔的所有高僧皆欲追隨佛皇閉關，但九界佛皇認為鹿苑之存在不能廢，讓傳燈院留下處理外務、藥師台濟世以及五明王之一的持劍天王破匣求禪保護鹿苑。
在佛業雙身高調殺死鳳凰鳴再現人間後，素還真入鹿苑一乘請出九界佛皇，了解佛業雙身的來歷。同時為對抗太學主，九界佛皇聯合數百高僧保住荒神元靈，順利給太學主最後一擊。
由於九界佛皇身懷佛元，佛業雙身再度找上他，兩造發生激戰，九界佛皇雖避免受愛禍女戎迷惑，但仍不敵佛業雙身聯手，最後將佛業雙身引進鹿苑一乘豁命使出百燈聯戒將佛業雙身困住，九界佛皇死後，元神四散而出，所形成如來四像，據其遺言是日後對付佛業雙身的關鍵。

## 九天玄尊
九天玄尊，霹雳布袋戏虚拟人物。
博学广识，霸气威严，武学仙术修为已臻顶峰的先天高人，一手创建云海仙门，点育英才无数。在苦境中原遭逢末日劫难时，挺身而出，召集各方高手前往示流岛，弭平厄祸，而后更钦点天地人玄黄三乘，维护三界和平。
别称：帝释（地冥称）、帝父
身份：三界之主、云海仙门创立者
初登场：霹雳天命之仙魔鏖锋Ⅱ斩魔录第4章（回忆）
组织门派：云海仙门
根据地：九天圣境、造化之间
人际关系
儿子：君奉天
妻子：阎魔鬼后
义孙：玉离经
掌门继任者：云徽子
徒弟：玉逍遥、君奉天、云徽子、玉箫、非常君
册封：天迹・神毓逍遥、地冥・鬼谛、人觉・非常君（玄黄三乘），云魁・劫红颜（三大仙统之一、娲皇仙统）
部属：应龙无忌、麟凤璇玑（护法双圣）
好友：命夫子
八剑制裁剑士：命夫子、剑上缺、方御衡、荒漠孤鹰等等（示流岛圣战）
齐名：尊佛・宿何年、道皇・圣无殛、皇儒・蔺天刑（并列创道者）
角色能力
武学：天之秘招（瀛海一线天、蓬莱三日月、天无二月、天罡玉旨、天降玉旨、天圣罡风、天之圣痕、天极圣印、天始归元、天波飘霖、天渺云徽、天法无易、天宙神极、天河归源、天焰怒织、天旸玄指、天溯神源、天剑圣决、天剑圣裁、天荒禁绝、天地正法、天剑禁招．向天借剑「睥睨寰宇盪紅塵．萬里天劍盡蒼穹」、「傲視蒼穹震寰宇．唯一．天剑净世．破灭万障」等等）、斩魔录心法（第一章．启彻明晖、第三章．明道仙辉、第七章．毁天灭道）、玄脉宝鉴。
玄脉宝鉴
又名玄尊九天宝鉴，内容高深绝伦，包含万千。
第三章．神州复脉之法
地心土乃主体元素，但其分阴阳，阳土所补乃自然天缺，阴土可补异力之变，赤魇阶梯之云生泥母乃地基阳土，而精灵天下方有地脉阴土，炁尘。
習招者:九天玄尊
第七章．血元造生
此法乃取天命者之血，取其血气，纳天地八荒之精，合云海仙境之神，方能造就奇迹之生。
所造者：九天玄尊、地冥
第十三章．绝境反璞
习之者，遇生死交关之际，方能展现其能，此保命神诀。虽存心法，仍需命数、命格相符，有缘者方能得之。
所知者：九天玄尊(習成)、乐寻远
第某章．灵气明识
除了大幅提升功体外，开展气元后，更得见风劲流向，能察知一切动向，甚至也可以见到各人功元凝炼程度，以判断敌方虚实深浅，也更能驭使气劲。
所习者：九天玄尊、乐寻远
第某章．一魂双体（一气双元）
一魂双体．一气双元，可以同时存在两个身体，所化出的副体，只要主体不亡，副体躯体不毁，仍可逐渐输功再造，让其再生。但双元合共以原本功体为上限，即为两个身体的功元加总与原来一致。
所习者：九天玄尊、非常君
第某章．易魂转体
造玄奇，开法阵，造化离身，易魂转体。可以使得两方魂与体相互更转。
所习者：九天玄尊、非常君
術法：身外云身术、慧眼穿云、仙影留踪术
功体：阴阳双极体(纳阴阳，操日月，天地双分，乾坤双极。能同时运用两种不同的功力。
除了武骨奇异外，还需要在冰火同源修炼数甲子方可练就。古往今来，能同时练就双元之人只有數人。)、先天.神皇之氣(有先天、后天两种，分别为先天神皇之气、后天神皇之气。神皇之气不单可以辅佐元身，用于内力加持，更能使天之秘招威力加倍，推至极致。)
阵法：天王罪罚阵、九玄凌霄階、九绝盲剑封天阵、三光伏魔阵、昊天三光净魔阵
武器：正法、神谕双剑（正法交给君奉天、神谕交给天迹、神泣交给地冥）、屠龍聖劍
角色经歷
示流战役
相传远古之前，人间东皇天绶二年，神梳纪元七年，一股莫名灾厄，带来死亡的黑暗，笼罩人类，侵略中原。苦境遭逢弥天之祸，天地人三界失衡，魔、鬼、妖、邪、精各界动乱，使得群魔乱舞，祸延苍生。厄祸之力难以制衡，突破三界之限，群魔乱舞，人间一夕化为炼狱，神人魔共处，天地失序。为阻人世覆灭，云海仙门决定挺身而出，前往示流岛。九天玄尊为挽救末日灾祸，召集义士，前往厄祸源头，进行一场末日圣战，最终，厄祸终于遭受制裁，九天玄尊施下封印，凯旋而归。
血河战役
久远之前的上古血灾“血河战役”，北幽临品元年，玉衡纪元三年，鬼麒主伏字羲策动血河战役，导致生灵涂炭、人鬼相残，背后策动诸国战役者，即鬼麒主。除了使人界自相残杀，又开启阴界入口，造成群魔乱舞，使得天地大乱。
九天玄尊指派奉天逍遥平乱，鏖战长达人间数十年，奉天逍遥及小师妹玉箫，在追杀鬼麒主期间，收养了尚在襁褓的玉离经。后鬼麒主阴谋设计，玉箫不幸遇害。最终奉天逍遥找到鬼麒主的基地玄黄岛，两人正欲进入时，忽然接到云海仙门最高警戒令，邪天之祸，云门生变。为防意外，两人交流后，玉逍遥将神谕交由君奉天对战鬼麒主，自己回仙门平乱。君奉天携带玄尊双剑（神谕、正法）在觉龙海上玄黄岛诛杀鬼麒主，力挽三界末日，弭平血河战役。曾使苍天同悲，万教哭泣的血河战役，最终在觉龙海上玄黄岛画下句点。
钦点玄黄三乘
血河战役过后，九天玄尊为维护三界和平，钦点玄黄三乘，玄尊本欲君奉天承接天迹之位，但君奉天因师妹玉箫之死，心怀愧疚，离开仙门，玉逍遥因此承接天迹之位，并改名神毓逍遥。鬼谛承接地冥之位，非常君承接人觉之位，共同维护天、人、鬼三界和平。后来，玄尊又安排三乘在窈窈之冥共修过一段岁月。
点育英才
根据云徽子所言，玄尊点育英才无数，如奉天逍遥、云笈七子、御天荒神、峨眉昆仑、静海六韬，甚至赐招伏羲神天响等等，众人或在三山五岳各自修行，或进入三教九流专研一方，各有境界，各有天命，不受仙门统辖。
父子矛盾
在君奉天记事之前，其母阎魔鬼后便以被九天玄尊失手所杀，当初阎魔鬼后选择下嫁于玄尊的目的便是为了颠覆仙门，实施鬼界扰乱人间的计划。九天玄尊为了不让君奉天知道鬼后之死的真相，刻意安排让君奉天以为母亲是因为当初怀孕出事、玄尊选择保小牺牲鬼后，让儿子怨恨自己而不去怨恨其母。这也造成了两父子的矛盾，君奉天在血河战役后便离开了云海仙门，前往儒门替玄尊注意命夫子，不再回过家。
遇刺身亡
在册封玄黄三乘后，九天玄尊指点三人前往窈窈之冥共修，而玉逍遥自从冥霾邪滍事件后状态一直不对劲，甚至有入魔之象。在非常君私下告知、末日十七掩饰真相不说的情况下，九天玄尊将玉逍遥带回仙门治疗，在造化之间内欲封印玉逍遥体内邪气，却在过程中被邪气共鸣、引动自身体内旧伤发作，被入魔的玉逍遥一剑刺伤，只能强制吸出半数邪气，剩下只能看玉逍遥自己的造化。九天玄尊在地冥赶回仙门、交待后事完便就此陨落。
云海之境拥有九天圣气护持，加以天王法阵，任何妖魔鬼怪皆无法越雷池一步，仙门建立在九天之上，亦无暗道。九天玄尊亡于造化之间，地冥却莫名出现在仙门之内，佯称自己是凶手，此案引起轩然大波。后君奉天在第二次逆鳞之战发现事有端倪，地冥可能并非凶手，后在进入玄尊陵寝后更得知全部事实经过，但为了玉逍遥而与地冥做出了同样的选择，即隐瞒事实。

## 劍雪無名
霹靂劍蹤，稱號劍邪，第1集首次登場，於霹靂劍蹤第28集亡於吞佛童子之手

## 汲無蹤
以「一夜飛馳，百里獵首」聞名於南武林，並以自創的無蹤劍法被稱做一代劍俠。
為人個性灑脫率性，嗜好杯中物，極富正義感，因曾為酒黨趕走叛徒酹醉成狂‧蒯獨渺，而被酒黨眾人視為恩人。
當初因追查血案而遇上六禍蒼龍，兩人惺惺相惜，結為好友。
後更受其邀約，加入造天計畫，自稱為飛，於仙和劍負責剿滅不肯合作與心懷不軌的武林派門。
但在荒城一役，卻發現自己所行錯誤，而與書一同聲明退出，卻遭六禍蒼龍襲擊而重傷，時瘋時好、記憶殘缺，被酒黨帶回療養。
之後，因緣際會下，酒黨取回造化之鑰，並配合酒池欲治好汲無蹤，卻也因此為魔界大將黃泉弔命剿滅。
酒黨滅亡時，與魚晚兒一同逃出，但因誤入蒯獨渺的酒窖取酒，而被其追殺，後為莫召奴所收容。
之後，六禍蒼龍復出，又被受其指示的毘非笑聯合蒯獨渺逼殺，在莫召奴與一頁書週旋下免難。
而為了揭發六禍蒼龍的野心，汲無蹤假裝在換心手術不幸身亡而詐死，趁其過於驕傲時重傷他。
但後來，因為寂寞侯之計，而被誤以為是殺死武聯會長老的兇手，受到多方追殺，又被魚晚兒所救。
然而，因為策馬天下想得到無蹤劍法，被其與鳳無首設計出招。
之後，因聽聞禁武令之迫害，而前往心築情巢，並在蒼雲山一役，聯合眾人逼殺六禍蒼龍。
而後，鄧九五為除掉聖閻羅，而一度被其金封，配合演出，但因嗜殺者出現而失敗。
在素還真欲尋回神鶴佐木記憶時，一夫擋關守在定禪天外，面對東瀛進攻，但因為招式早已被透析，而被重創，幸賴回覆記憶的神鶴佐木與素還真及時救援，其後與魚晚兒退出武林。
後棄天帝降世，伏嬰師受命派遣魔將八荒神野捕殺武林高手，為保護祖父新喪的越小楓與妻兒，而與其一戰，但因寶劍被奪而不敵，被中途趕到的柳生劍影所救而未死，其後自願與妻子留於無佛寺中照顧災民。

## 九雲冶
九雲冶，海外梅花島之主，為人溫文謙和、清雅穩重。據操刀者所言當初他便是覬覦梅花島的富裕而上岸劫掠，但被九雲冶打敗毀容，造成操刀者後來殺九千宵的遠因，曾反對九千宵與刀魔星野殘紅的戀情，獨子梅郎九霽天也為求功名離家出走。
因為梅花島自古傳有三萌劍譜、方圓鑑、八眼法藏三本真經惹來汗青篇覬覦，引來寒雨夢中人勾結風中行者滅島奪書，逼得九雲冶使出凌霜千仞冰封梅花島與敵同歸於盡，連女兒九千宵也遭波及冰封沉海。
待素還真尋獲九雲冶的冰像費盡心力才助他解除冰封，讓九雲冶重見天日，可惜親人皆已逝，天倫難圓。為幫助素還真對付風中行者，決定犧牲自己跟風中行者之師血眼沙陀玉石俱焚。

## 九錫君
九錫君，乃是黑榜最後登場的成員，下轄儒門組織天朝署，氣度華貴、手中薰香可散發毒煙，個性優柔寡斷、遇事膽怯。一現身時便按照好友莫召奴的建議向素還真坦承自己加入黑榜，但後來又被白雲驕霜慫恿合作，積極打擊素派人馬；曾經與白雲驕霜聯手生擒八趾麒麟、毒害神鶴佐木、重創神秘劍客。
在素還真棺木被高三甲送入中原時，九錫君先派鳳昭容前往劫奪失敗，後又與白雲驕霜合議以素續緣交換，但中計被救走。因為素續緣身上的毒患，素還真將素續緣送進天朝署，使得他誤以為與素還真之間尚有和平的空間。沒料到，這件事卻又被洩漏出去，加上不肯出手對付莫召奴，終於與白雲驕霜決裂。而後汗青篇出面勸和，聲稱要全力支持白雲驕霜，並展現他們的實力。因此與白雲驕霜、八趾麒麟聯合汗青編人馬、圍殺從東瀛回歸中土的素還真，但仍不敵素還真與創世狂人聯手。心理大為恐慌下，萌生退隱之念，解散天朝署；但在退隱途中、被汗青編派出的慾海劍真所斬殺。
一生不斷在各方勢力中搖擺不定，時而莫召奴、時而白雲驕霜、時而素還真、時而汗青編而感到苦惱，因為無法確立目標，所以導致一事無成。白雲驕霜評其作為，與他合作有七成的事情是由自己完成，九錫君除了殺一個無忌天子、放毒傷人之小事，別無貢獻。在退隱之前，九錫君自述其創立天朝署不涉武林，自以為能掌握一片天，但是卻體會到在武林生存，滿腹經綸都是無用，除了狠、毒、辣，別無生存技巧。他心腸不夠毒、手段不夠辣、作風不夠狠，再不退出死無葬身之地。在最終，他了解自己想要的是什麼樣的生活，可惜為時已晚。

## 九千宵
九千宵原係「梅花島」島主九雲冶之女，過去和刀魔曾有一段戀情，因為祖傳三萌劍譜、方圓鑑、八眼法藏三本真經，被寒雨夢中人勾結風中行者滅島，九雲冶使出凌霜千仞冰封梅花島與敵同歸於盡，九千宵也遭冰封流落海域。所幸九千宵被東瀛太宰真田龍政所救，為報恩而助其平靖東瀛亂勢，博得伴君刀美名，直至日後為了迎回文詔，九千宵方隨著真田龍政再度踏上中原土地，並重獲自由。
九千宵與星野殘紅復合後，積極追查當年梅花島被滅的懸案與找回失蹤的兄長梅郎，後來一路循線找上寒雨夢中人，可惜九千宵並非他對手，而寒雨夢中人為滅後患，亦策動與梅花島有仇的操刀者為付九千宵，使九千宵慘死於他三刀六洞的極刑之下。

## 賈命公
賈命公乃是江南暗殺組織幽燕征夫大東家，經營殺手仲介、販賣生死的生意人，與患劍交好，實則覬覦患劍夫妻的刀劍合流之招，但卻私下和鬼梁天下合作，替他將愁落暗塵培養成殺手，並且與之合謀、唆使患劍夫妻向皇甫世家求藥，使不明藥效的患劍、刀瘟夫妻以為其子康兒絕去呼吸、憤而屠滅皇甫世家，讓鬼梁天下趁機奪取五殘絕式秘笈。
在患劍、刀瘟相繼下落不明後，撫養其子康兒，改名愛遍千里恨不逢，並於刀瘟重出江湖後讓恨不逢回到母親身邊，伺機盜取其武學。後來恨不逢私行不檢，與姥無豔、羽人非獍發展出一段愛恨情仇，終為斷雁西風所殺，賈命公痛心之餘遂自行修練刀劍合流之招。
期間因為愁落暗塵被法門長徒衛無私害到家破人亡，便將他重新招入麾下，提供無蟬翼、無蟬刀予他修練，並派遣八方橫野跟隨助陣，讓愁落暗塵順利復仇；之後也接下尹秋君的生意，派遣愁落暗塵執行任務，重創燕歸人以奪取孤問槍。但是交槍時，愁落暗塵自作主張、攻擊昭穆尊，暗處窺伺的羽人非獍也隨即相助，奪回孤問槍，此事也間接造成昭穆尊與尹秋君的決裂。
在天荒不老城現世後，因曾接受詭齡長生殿委託、追殺逃跑藥人，而被揹九命設計、與城主識能龍合謀，假意要其誅殺愁落暗塵，並先給予報酬不老神泉。飲下不老神泉之後，恢復成年輕時的樣貌，重用舊時姓名判生斷死賈子方，並以藥物控制八方橫野、暗襲愁落暗塵，再使刀劍合流之招將他殺成重傷，但被揹九命與羽人非獍救走。
其後，賈子方為求得不老不死，透過莎羅曼聯繫長生殿，加入黑道大聯盟，幾度參與對天荒不老城的戰事；但在破除淚陽異象第三地、血蛛毒林之戰，被復仇而來的愁落暗塵所殺，死後屍身被詭齡長生殿收回，取下擅用刀劍的雙臂組裝在無名身上。

## 淨琉璃
是修行於定禪天的佛門高人，法相莊嚴、宛若菩薩，因此武林中人多稱其為淨琉璃菩薩。
懷有大智慧與慈悲心，長年靜修於定禪天。和五蓮法座、牟尼上師份屬同輩，因波旬亂世、一頁書承繼五蓮之力而再出，重視佛門戒律而一度禁用梵天的五蓮之力。在冥界天獄派出王者之刀並設計假刀王混淆素還真調查方向時，也讓部屬觀世寂蓮化稱刀王吸引目光，不過這是為了避免無辜人士遇上真刀王（冰川孤辰）而被殺害。
在四無君的用謀下，淨琉璃被誤認成冥界天獄之主而被一頁書所殺，但其實一切乃為素還真等人針對牟尼上師設置的請君入甕之計。在幫助一頁書療傷時遭到四無君奇襲，被迫使出聖法梵諦現冰華保全一頁書，而淨琉璃亦受創淪落天外南海多時。
後在素還真與鬼王覆天殤玉石俱焚後，安排佛劍分說透過時空之門前赴未來為素還真爭取到一線生機。
在素還真為六禍蒼龍所傷後，以靈識探索之法瞭解病因。在襲滅天來領兵攻戰中原時亦挺身而出與之講法周旋數天，成全一頁書的計策，替中原平民爭取到撤退時間。

## 金羽蘭
本是蕭竹盈製作黑邪書最後的犧牲品，不料蕭竹盈的侍女迷上唐門之主英俊的外表而背叛了蕭竹盈，在酒裡下了春藥，使得唐門之主跟蕭竹盈發生肉體關係，雲雨過後蕭竹盈氣憤欲殺唐門之主，事後不成反被唐門之主用牛毛針射傷108針。最後蕭竹盈被歐陽上智所救，因為當時蕭竹盈聽到武林傳言葉小釵為了煉制幽靈魔刀投爐自盡而自暴自棄，跟很多男人發生關係，金羽蘭就是在這種情況下出生的。金羽蘭與個性頑劣的金少爺不同，她本身是位聰慧體貼的女孩，個性柔順乖巧，很孝順蕭竹盈，但因為被視為恥辱，所以始終得不到蕭竹盈的歡心，總是對她冷眼相待；最後為了救流星君和蕭竹盈，捨身進入雨台齊天塔內，受盡凌虐而亡。
1. 1 2  .   [2013-02-19]. （原始内容存档于2011-05-30）.，霹靂兵燹第四集
2. ↑  .   [2013-02-19]. （原始内容存档于2011-05-30）.，霹靂兵燹第二集
3. ↑  .   [2013-02-19]. （原始内容存档于2011-05-30）.，霹靂兵燹第三集